# ジュリアン・ユー
ジュリアン・ユー（于 京君、YU Jing-qun、英語: Julian YU、1957年 - ）は中華人民共和国の現代音楽の作曲家。

## 略歴
1957年、北京市生まれ。北京の中央音楽学院で作曲を学ぶ。留学先に日本を選び、1980年から1982年にかけて東京音楽大学で池辺晋一郎、湯浅譲二に師事した。1985年にはオーストラリアへと移住。その後、1988年にタングルウッド音楽センターの作曲フェローに選ばれ、ハンス・ヴェルナー・ヘンツェとオリヴァー・ナッセンに学んでいる。日本音楽コンクール第2位。また、バッハ2000記念作曲コンクール第1位など、多くの賞を受賞している。

## 作風
エキゾティシズムに彩られた作風だが、彼は中国色を前面に押し出すよりは緻密なミニアチュールを生み出す欲求が強く、構造も磨かれている。

## 活動状況
近年では、ムソルグスキー作曲の組曲『展覧会の絵』を室内オーケストラに編曲し、日本でも好評をもって迎えられた。この楽譜も日本で出版された。

## CD
- 『我らの自然界のために ～ジュリアン・ユー作品集』山田和樹＆東京都交響楽団、山本千鶴（ヴァイオリン）、板倉康明＆東京シンフォニエッタ　＜日本アコースティックレコーズ＞